# Turion 64 X2

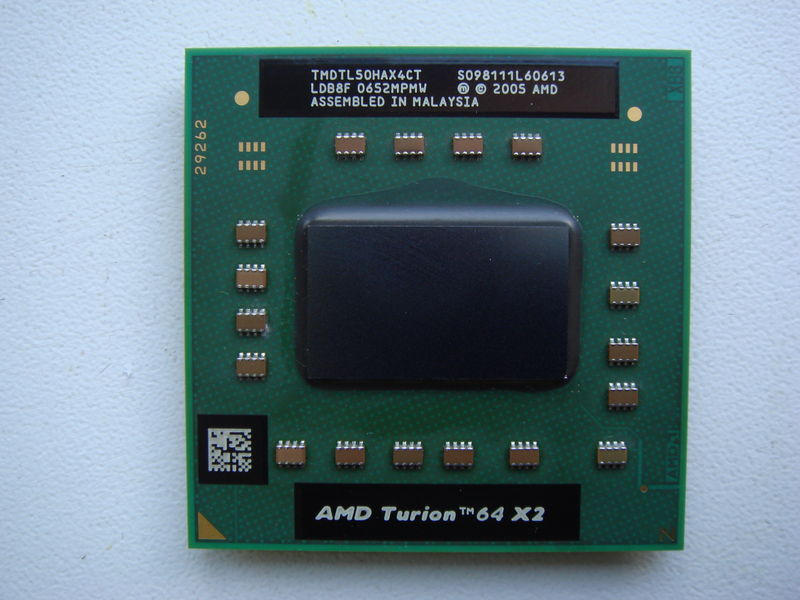
Процессор AMD Turion 64 X2, ядро Taylor

Turion 64 X2 — марка двухъядерных мобильных (с низким энергопотреблением) 64-битных процессоров производства компании AMD. Конкурирует с процессорами Intel Core и Core 2. В Turion 64 X2 используются более совершенные энергосберегающие технологии, по сравнению с предыдущими процессорами компании.
Turion 64 X2 был представлен компанией AMD 17 мая 2006 года, после нескольких задержек. Процессор устанавливается в разъем Socket S1 и имеет двухканальный контроллер памяти DDR2 и шину HyperTransport (800 МГц, HT800).
Первые модели Turion 64 X2 (Taylor) производились с использованием 90 нм техпроцесса SOI компании IBM. 

Последующие модели (Tyler) выпускаются по 65 нм процессу, вероятнее всего на основе технологии напряженного кремние-германиевого процесса, который был недавно совместно разработан исследователями IBM и AMD и который является более совершенным, по сравнению с другими 65 нм техпроцессами.

## Ядра

### Taylor (90 нм)
- Двойное ядро AMD64
- Кэш первого уровня: 64 + 64 КБ (данные + инструкции) в каждом ядре
- Кэш второго уровня: 256 КБ в каждом ядре, работает на скорости ядра
- Контроллер памяти: двухканальный DDR2-667 МГц
- MMX, Extended 3DNow!, SSE, SSE2, SSE3, AMD64, PowerNow!, NX Bit
- Socket S1, HyperTransport (800 МГц, HT800)
- Энергопотребление (TDP): 31, 33, 35 Ватт максимум
- Впервые представлен: 17 мая 2006
- Частота: 1600 МГц
  - 31 Вт TDP:
    - TL-50: 1600 МГц (256 КБ кэша второго уровня в каждом ядре)[1]

### Trinidad (90 нм)
- Двойное ядро AMD64
- Кэш первого уровня: 64 + 64 КБ (данные + инструкции) в каждом ядре
- Кэш второго уровня: 512 КБ в каждом ядре, работает на скорости ядра
- Контроллер памяти: двухканальный DDR2-667 МГц
- MMX, Extended 3DNow!, SSE, SSE2, SSE3, AMD64, PowerNow!, NX Bit
- Socket S1, HyperTransport (800 МГц, HT800)
- Энергопотребление (TDP): 31, 33, 35 Ватт максимум
- Впервые представлен: 17 мая 2006
- Частота: 1600, 1800, 2000, 2200 МГц
  - 31 Вт TDP:
    - TL-52: 1600 МГц (512 КБ кэша второго уровня в каждом ядре)

  - 33 Вт TDP:
    - TL-56: 1800 МГц (512 КБ кэша второго уровня в каждом ядре)

  - 35 Вт TDP:
    - TL-60: 2000 МГц (512 КБ кэша второго уровня в каждом ядре)
    - TL-64: 2200 МГц (512 КБ кэша второго уровня в каждом ядре)

### Tyler (65 нм)
- Двойное ядро AMD64
- Кэш первого уровня: 64 + 64 КБ (данные + инструкции) в каждом ядре
- Кэш второго уровня: 512 КБ в каждом ядре, работает на скорости ядра
- Контроллер памяти: двухканальный DDR2-800 МГц
- MMX, Extended 3DNow!, SSE, SSE2, SSE3, AMD64, PowerNow!, NX Bit
- Socket S1, HyperTransport
- Энергопотребление (TDP): 35 Ватт максимум
- Впервые представлен: 20 августа 2007 года
- Частота: 1800, 1900, 2000, 2100, 2200, 2300, 2400 МГц
  - 31 Вт TDP:
    - TL-56: 1800 МГц (512 КБ кэша второго уровня в каждом ядре)
    - TL-58: 1900 МГц (512 КБ кэша второго уровня в каждом ядре)
    - TL-60: 2000 МГц (512 КБ кэша второго уровня в каждом ядре)

  - 35 Вт TDP:
    - TL-62: 2100 МГц (512 КБ кэша второго уровня в каждом ядре)
    - TL-64: 2200 МГц (512 КБ кэша второго уровня в каждом ядре)
    - TL-66: 2300 МГц (512 КБ кэша второго уровня в каждом ядре)
    - TL-68: 2400 МГц (512 КБ кэша второго уровня в каждом ядре)